# Soirées du film gay de Cluj-Napoca
 (août 2022).
Si vous disposez d'ouvrages ou d'articles de référence ou si vous connaissez des sites web de qualité traitant du thème abordé ici, merci de compléter l'article en donnant les références utiles à sa vérifiabilité et en les liant à la section « Notes et références ».
Serile Filmului Gay (Les Soirées du film gay) est un festival de cinéma qui se déroule annuellement au mois d'octobre en Roumanie, à Cluj-Napoca, en Transylvanie.

## Histoire
La première édition du festival Serile Filmului Gay a eu lieu en 2003 à l'initiative de la fondation Be an Angel. Le festival se propose de rendre plus visible la communauté LGBT.

## L'organisation du festival
Le festival comprend plusieurs sections dédiées aux longs et aux courts métrages de fiction et documentaires.
Plusieurs événements se déroulent autour du festival : des expositions, des spectacles, des conférences et des débats publics, des fêtes.

### Prix décernés
- Meilleur court métrage
- Meilleur long métrage
- Meilleur film documentaire
- Prix du public